# Bruine uil
De bruine uil (Phodilus badius) is een soort die behoort tot de Baai-uilen of Bruine uilen, een onderfamilie (Phodilinae) binnen de familie van de Kerkuilen (Tytonidae). Binnen dit genus wordt één soort geklasseerd. De Prigogine-uil (Tyto prigoginei) - door sommige systematici als Phodilus prigoginei gerangschikt - werd vroeger als een ondersoort beschouwd van P. badius.

## Verspreiding en leefgebied
De bruine uil is een echte nachtvogel en komt voor in Zuidoost-Azië en Indonesië. De soort heeft een hartvormige sluier met 'oorvormige' uitsteeksels.
Een populatie van de soort (P. b. badius) op Samar (Filipijnen) stierf vermoedelijk uit in de 20e eeuw als gevolg van een bombardement in 1945.

## Ondersoorten
Er zijn vier ondersoorten:
- P. b. saturatus: van noordoostelijk India tot zuidelijk China, noordelijk Thailand en Indochina.
- P. b. badius: zuidelijk Thailand, Malakka en de Grote Soenda-eilanden.
- P. b. parvus: Beliting.
- P. b. arixuthus: Bunguran op de Natuna-eilanden.

## Galerij

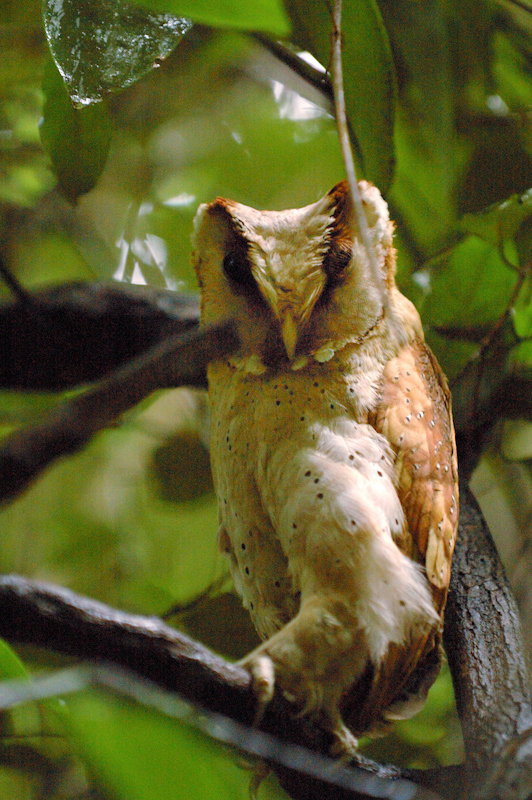
Bruine uil in de West-Ghats (India)
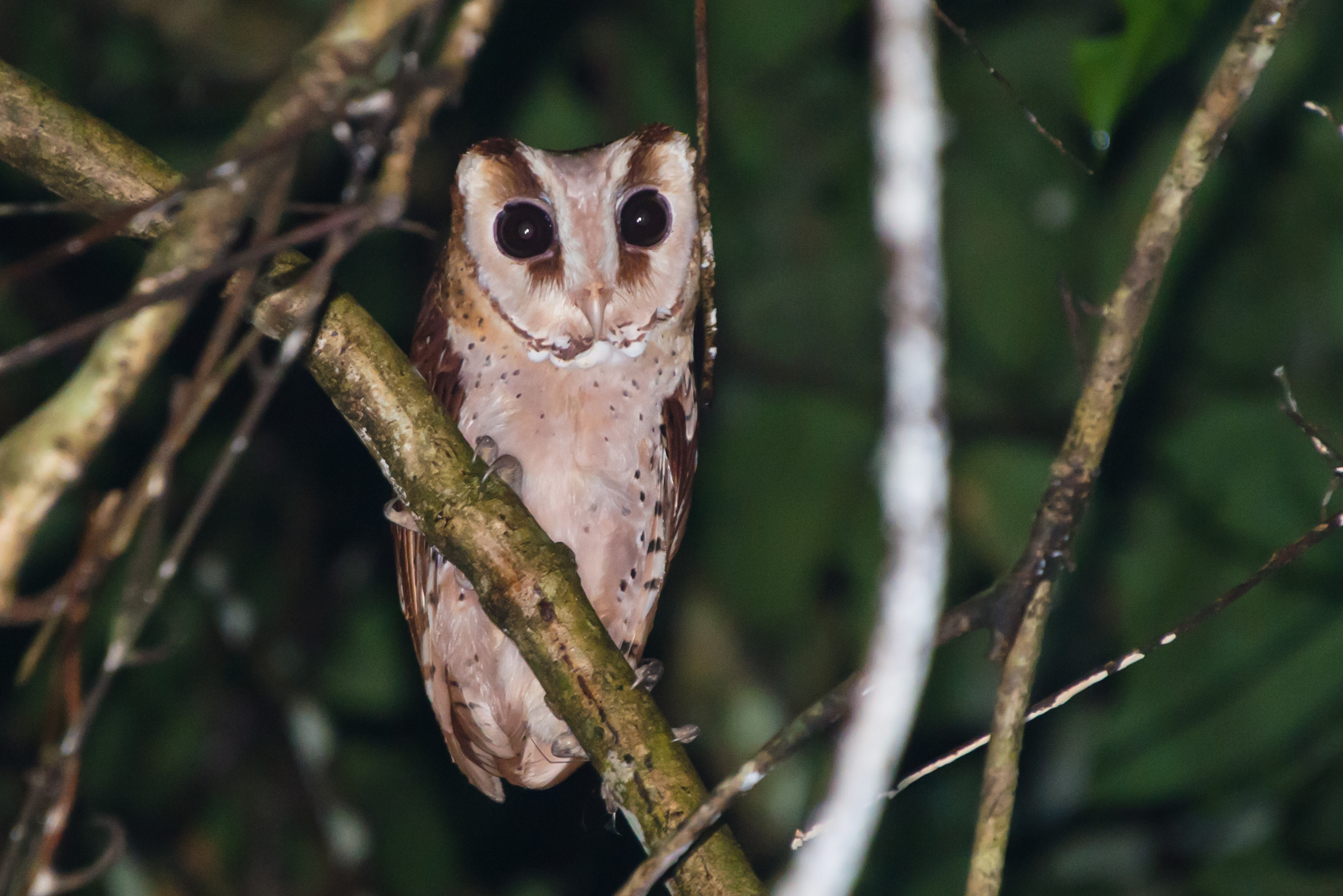
Bruine uil in Nationaal park Khao Yai (Thailand)